# 8-Game

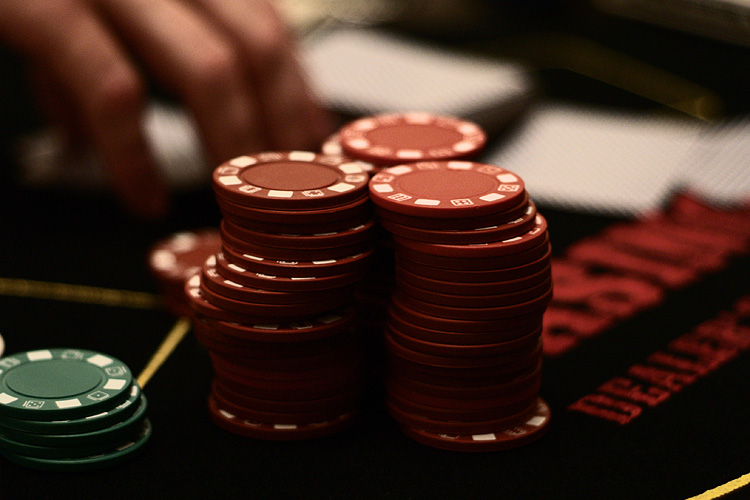

8-Game of Eight Game is een pokerspel dat bestaat uit een verzameling van acht officieel erkende pokervarianten.
- Limit 2-7 Triple Draw
- Limit Texas Hold 'em
- Limit Omaha High/Low
- Razz
- Limit 7 Card Stud
- Limit 7 Card Stud Eight or Better
- No Limit Hold 'em en
- Pot Limit Omaha

(Eight or better is een andere naam voor High/Low)
8-Game wijkt af van andere mix-spellen (zoals H.O.R.S.E., H.O.S.E. en S.H.O.E.) in het gegeven dat het ook een No Limit- (waarin een speler op elk moment al zijn fiches mag inzetten) en een Pot Limit-spel (waarin een speler maximuminzetten mag doen ter grootte van de pot op dat moment) bevat. De onderdelen in gemengde spellen als H.O.R.S.E. en aanverwanten zijn allemaal Limit (waarin een speler altijd gebonden is aan een maximumaantal fiches dat hij per beurt mag inzetten).

## Spelverloop
Deelnemers aan een 8-Game-toernooi beginnen met het spelen van Limit 2-7 Triple Draw om vervolgens alle acht de inbegrepen pokervarianten op volgorde te spelen. Deze verlopen telkens allemaal volgens de eigen regels van ieder spel. De spelvorm verandert telkens na een vaste hoeveelheid tijd in de vaste volgorde. Wanneer de speeltijd van het Pot Limit Omaha-element verlopen is, gaat het toernooi weer verder met Limit 2-7 Triple Draw. Deze cirkel blijft zich herhalen tot er een winnaar is. Die kan op ieder moment direct bekend worden, met welke van de acht spellen het toernooi op dat moment dan ook bezig is.

## Varianten
8-Game is een variant op (of uitbreiding van) H.O.R.S.E., met meer spellen. Er verscheen in 2010 weer een uitbreiding van 8-Game met de naam 10-Game.

## World Series of Poker
Er werd in 2010 voor het eerst een 8-Game-toernooi opgenomen in het programma van de World Series of Poker (WSOP). Dit droeg de titel The Poker Player's Championship en was met een entreeprijs van $50.000,- ook direct het duurste evenement om aan deel te nemen. Voorheen was deze entreeprijs op de WSOP voorbehouden aan een H.O.R.S.E.-toernooi. Het $50.000 The Poker Player's Championship 2010 werd gewonnen door Michael Mizrachi, die daar $1.559.046,- mee verdiende.
Voor de World Series of Poker 2011 werd er een tweede 8-Game-toernooi aan het WSOP-programma toegevoegd met een entreeprijs van $2.500,- (toernooi 23). De aanvang van The Poker Player's Championship werd daarbij verschoven naar een tijdstip vlak voor de climax van het gehele evenement.